# Рузвельт, Николас
Николас Рузвельт (англ. Nicholas Roosevelt или нидерл. Nicholas van Rosenvelt; крещён 2 октября 1658, Новый Амстердам, Голландия — 30 июля 1742, Нью-Йорк, США) — один из первых представителей семьи Рузвельт, известный американец голландского происхождения, проживавший в Новом Амстердаме. Он был первым Рузвельтом, избранным олдерменом.
Он родился в Новом Амстердаме, был сыном Класа Мартенсена ван Розенвелта, иммигранта из Голландии, крещён 2 октября 1658 года в реформатской церкви Нового Амстердама. К 1680 году он переселился в Эзопус около Кингстона. 9 декабря 1682 года он венчался в реформатской церкви Нью-Йорка с Хейлтье Янс Кюнст (Heyltje Jans Kunst 1664—1730). Проживая в Эзопусе, он занимался пушным промыслом и поддерживал хорошие отношения с индейцами.
В 1690 он вернулся с семьёй в Нью-Йорк. Являлся олдерменом с 1698 по 1701 год и снова в 1715 году. Умер в Нью-Йорке 30 июля 1742 года.
У Николаса было 10 детей, первых четырёх крестили в Эзопусе, остальных — в Нью-Йорке:
- Жанетта (1683)
- Маргаретта (1685)
- Николас (1687)
- Йоханнес (1689)
- Эльза (1691)
- Якобус (1692—1776)
- Рахиль (1693)
- Сара (1696)
- Рахиль (1699)
- Исаак (1701)

Йоханнес стал основателем старшей линии Рузвельтов, из которой происходили Теодор Рузвельт и Элеонора Рузвельт. Якобус основал младшую линию, из которой произошёл Франклин Рузвельт.